# Protarchaeopteryx
Protarchaeopteryx is een monotypisch geslacht van theropode dinosauriërs behorend tot de Maniraptora dat tijdens het vroege Krijt leefde in het gebied van het huidige China. De enige soort is Protarchaeopteryx robusta.

## Naamgeving en vondst

Het skelet

De typesoort Protarchaeopteryx robusta is in 1997 benoemd door Ji Qiang en Ji Shuan. De geslachtsnaam betekent "eerder dan Archaeopteryx", vanuit het Klassiek Griekse protos, een verwijzing naar de opvatting van de beschrijvers dat de soort een voorloper van deze basale vogel zou zijn. De soortaanduiding betekent "steviggebouwd" in het Latijn, een verwijzing naar de krachtige achterpoten, die de beschrijvers ongewoon achtten voor een vogel.
Het fossiel, holotype NGMC 2125 (eerst GMV2125), bestaat uit een gedeeltelijk skelet op een plaat, in december 1996 bij het dorp Sihetun gevonden in de Yixianformatie in Lioaning, die deel uitmaakt van de Jehol-groep en ongeveer 125 miljoen jaar oud is. Op het eerste gezicht lijkt het compleet maar veel elementen ontbreken of zijn zo zwaar beschadigd dat hun eigenschappen onduidelijk zijn. Het omvat een gedeeltelijke en zeer platgedrukte schedel, de onderkaken, zes halswervels, vijf ruggenwervels, de vergroeide bekkenwervels; veertien staartwervels; het bovenstuk van een schouderblad; stukken van de ravenbeksbeenderen; twee helften van het borstbeen; een gedeeltelijk vorkbeen; grote stukken van de opperarmbeenderen, spaakbeendereen en ellepijpen, delen van het bekken, delen van de handen en het grootste deel van de achterste ledematen. Op het fossiel zijn de omzettingsresten van veren zichtbaar. Deze hebben een symmetrische bouw, wat erop duidt dat ze niet gebruikt werden om mee te vliegen.
In 2004 hernoemde Philip Senter Incisivosaurus tot een tweede soort van Protarchaeopteryx, een Protarchaeopteryx gauthieri, genoemd naar Jacques Gauthier. Dit is tot nu toe omstreden gebleven.

## Beschrijving

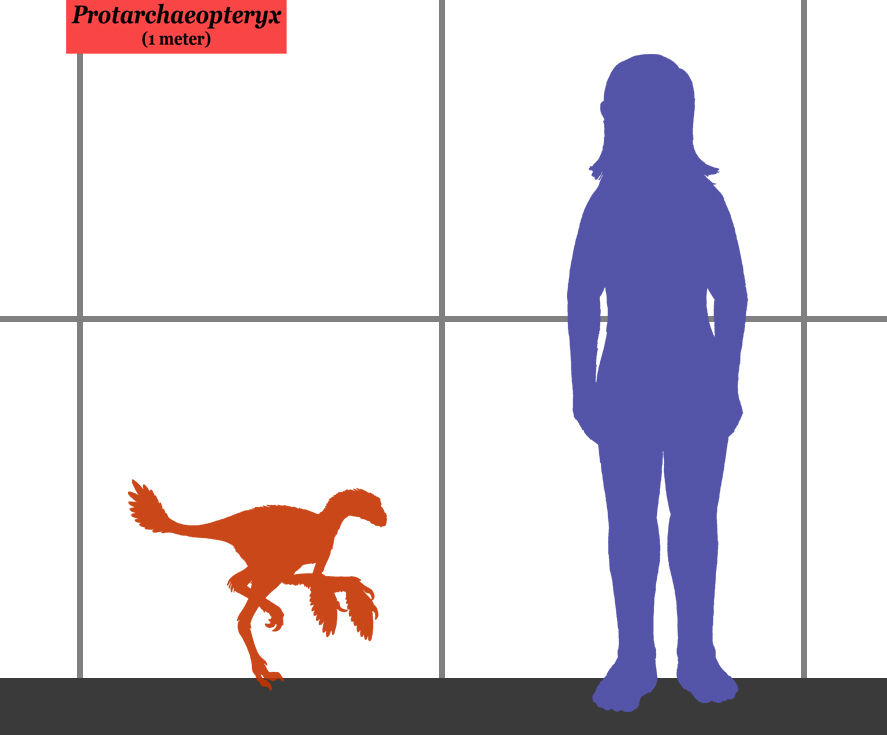
Een groottevergelijking met een mens

Protarchaeopteryx is een klein dier. In 2010 schatte Gregory S. Paul de lichaamslengte op zeventig centimeter, het gewicht slechts op 1600 gram. Het is een gevederde, warmbloedige tweevoeter.
Ji & Ji stelden enkele onderscheidende eigenschappen vast waarvan sommige achteraf met Incisivosaurus gedeeld bleken te worden en anderen, de bollende tanden en staartwaaier, bij ruimere groepen voorkomen. Als echt afwijkend kenmerk blijft nog over het bezit van zes tanden in het bovenkaaksbeen en zeven in de onderkaak.
Protarchaeopteryx heeft een tamelijk lichtgebouwde nek en een korte kop die enigszins spits toeloopt met een light afgeronde snuitpunt. Door beschadigingen is de rest van de schedel slecht bekend; deze heeft een geschatte lengte van zeven centimeter. De schoudergordel lag vrij horizontaal. 
De armen waren erg lang met een lengte van 31 centimeter maar niet sterk gebouwd. Ze droegen wel zeer lange klauwen en vooral de hand is zeer langgerekt. De ellepijp was licht gebogen. De poten waren relatief lang met nog eens extra lange voeten zodat Protarchaeopteryx een heuphoogte bereikte van een halve meter; het dier moet een snelle loper geweest zijn. De middenvoetsbeenderen waren niet vergroeid. De staart was vermoedelijk kort, vrij zwak gebouwd en droeg een waaier van twaalf lange echte penveren met een geschatte lengte van vijftien centimeter. Deze veren hebben baarden en een schacht. Meer donsachtige structuren met een lengte van vijf centimeter waren aanwezig op de rest van het lichaam en ook de armen dragen penveren.
Wellicht was het een planteneter, waarop ook de vier afgevlakte grotere tanden in het voorste deel van de bovenkaak, de praemaxilla, duiden, die een lengte hebben van twaalf millimeter en een breedte van 2,5 millimeter, maar de korte kegelvormige tanden achter in de kaken zouden ook een dieet van kleine dieren mogelijk hebben gemaakt. Er waren in zes kleinere tanden in de bovenkaak, zeven in de onderkaak voor een totaal van vierendertig.

## Fylogenie
De bepaling van de verwantschappen van Protarchaeopteryx heeft voor veel verwarring gezorgd, mede vanwege de onvolledigheid van het holotype. Door de veren en het spectaculaire karakter dat zulke fossielen op het eind van de jaren negentig nog hadden, bestond er een sterke neiging om ze met vogels in verband te brengen. Ji en Ji creëerden in 2001 een speciale klade voor de vermeende zustertaxa Aves en Protarchaeopteryx: de Dromavialae en een stamklade voor Protarchaeopteryx alleen: Chuniaoia. Ze plaatsten Protarchaeopteryx zelfs als vogel in de Archaeopterygidae. Gregory S. Paul was het daar in 2002 mee eens, zij het dan in het kader van de gedachte dat vele secundair niet-vliegende soorten zich na Archaeopteryx hadden afgesplitst.
Andere onderzoekers plaatsen de soort veel basaler. Volgens een analyse van Xu Xing was de positie basaal in de Paraves. Het is mogelijk dat Protarchaeopteryx identiek of nauw verwant is aan Incisivosaurus. Combineren we de eigenschappen van beiden om de onbekende eigenschappen aan te vullen, zoals Senter deed in 2004, is de uitkomst dat ze zich basaal in de Oviraptorosauria bevinden. Een analyse van Senter in 2007 liet de twee soorten een klade vormen in de basis van dezelfde groep. Dit is de oplossing die tegenwoordig het meest aanvaard wordt.
1. 1 2 3 4 5  Dixon, Dougal (2001). Dinosauriërs In De Lucht. Corona Gidsen, p. 25. ISBN 9054955945.